# Citroën C4 Aircross
Pour les articles homonymes, voir Citroën Aircross.
Le C4 Aircross est un crossover commercialisé par le constructeur automobile français Citroën de juin 2012 à novembre 2017 en Europe. 
La présentation officielle a eu lieu au grand public lors du Salon de Genève de mars 2012. Basé sur le Mitsubishi ASX, le crossover compact de Citroën se différencie du japonais par son style, la partie technique étant commune.
En avril 2018, Citroën commercialise en Chine une version allongée du Citroën C3 Aircross qu'il nomme aussi Citroën C4 Aircross.

## Motorisations

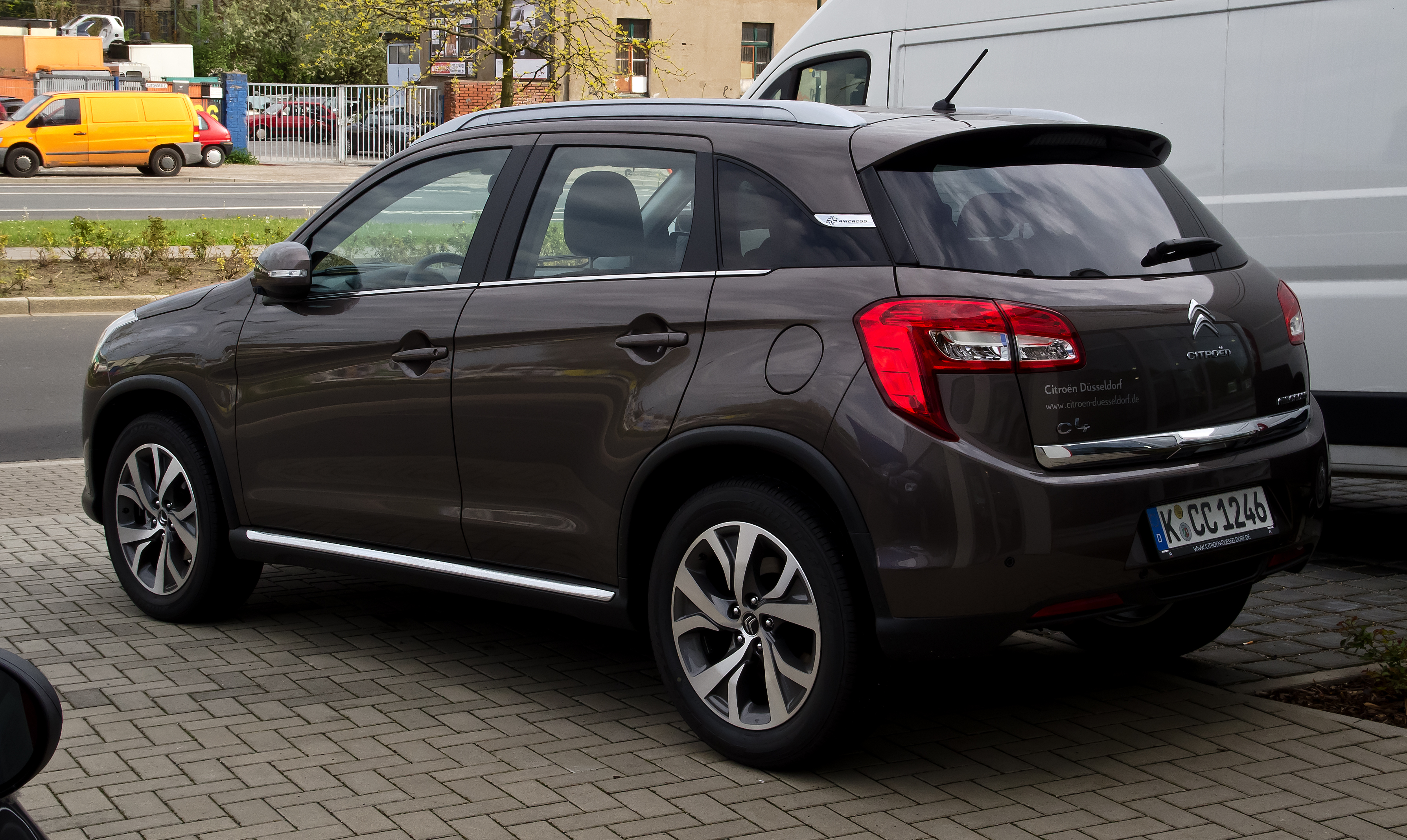
Citroën C4 Aircross

Trois motorisations sont disponibles au catalogue du C4 Aircross : un essence, le 1,6 l de 115 ch, et les diesels 1.6 HDi 115 (d'origine PSA) et le 1.8 HDi 150 ch (d'origine Mitsubishi). Les moteurs peuvent être associés aux transmissions deux ou quatre roues motrices, cette dernière étant facturée en plus.
En 2015, ses moteurs Euro 5 sont supprimés, tous les modèles devant passer à l'Euro 6 à partir de septembre 2015. Par contre, le C4 Aircross accueille le 1.6 HDi 115 dans sa version Euro 6 tandis que les moteurs 1.6 à essence et 1.8 HDi 150, tous deux d'origine Mitsubishi, sont abandonnés.
|                            | 1.6 HDi 115          | 1.8 Di-D 115         | 1.8 Di-D 150         | 1.6 117              | 1.8 139              | 2.0 148                        |
| -------------------------- | -------------------- | -------------------- | -------------------- | -------------------- | -------------------- | ------------------------------ |
| Moteur                     | 4 cylindres en ligne | 4 cylindres en ligne | 4 cylindres en ligne | 4 cylindres en ligne | 4 cylindres en ligne | 4 cylindres en ligne           |
| Cylindrée                  | 1560                 | 1798                 | 1798                 | 1590                 | 1798                 |                                |
| Puissance maxi             | 115ch à 3600         | 115ch à 3500         | 150 ch à 4000        | 115/117 ch à 6000    | 139 ch à 6000        | 148 ch à 6000                  |
| Couple maxi                | 270 à 1750           | 300 à 1750           | 300 à 2000           | 154 à 4000           | 172 à 4200           | 197 à 4200                     |
| Boîte de vitesses          | BVM6 2WD/4WD         | BVM6 2WD/4WD         | BVM6 2WD/4WD         | BVM5 2WD             | Auto 2WD/4WD         | BVM5 2WD / Auto 2WD / Auto 4WD |
| Vitesse maxi               | 182 / 180            | 189 / 185            | 200 / 198            | 182                  |                      |                                |
| 0-100 km/h                 | 10,8 / 11,6          | 10,2 / 10,6          | 10,8 / 11,5          | 11,3                 |                      |                                |
| Consommation (en L/100 km) | 4,6 / 4;9            | 4,8 / 5,1            | 5,4 / 5,6            | 5,8                  |                      | 7,6                            |
| Émissions de CO2 (en g/km) | 119 / 129            | 127 / 134            | 141 / 146            | 133                  | 153                  |                                |
| Citroën                    | Oui                  | Non                  | Non                  | Oui                  | Non                  | Non                            |

## Finitions
Trois finitions sont disponibles : Attraction, Confort et Exclusive. La première offre entre autres de série sept airbags, la climatisation manuelle, la radio CD MP3 et les rétroviseurs électriques. Avec la finition Confort, les acheteurs bénéficient en plus du régulateur de vitesse, de la climatisation automatique, des feux antibrouillard et des jantes alliage. Enfin, la finition Exclusive permet aux clients d'avoir entre autres l'aide au stationnement avant et caméra de recul, un GPS, les sièges avant électriques et chauffant, mais aussi des jantes alliage de 18 pouces. L'entrée de gamme est donc symbolisée par le C4 Aircross 1.6i en finition Attraction. En diesel, le SUV compact débute avec le HDi 115 Attraction. Enfin, le C4 Aircross haut de gamme est disponible avec le HDi 150 Exclusive.

## Production et ventes
| Années | Production  | Production | Production      | Ventes      | Ventes          | Ventes         | Ventes          |
| Années | C4 Aircross | 4008 I     | 4008 II (Chine) | C4 Aircross | 4008 I (Europe) | 4008 I (Monde) | 4008 II (Chine) |
| ------ | ----------- | ---------- | --------------- | ----------- | --------------- | -------------- | --------------- |
| 2012   | 21.700      | 12.237     |                 | 17.000      | 3.744           | 9.300          |                 |
| 2013   | 11.785      | 7.675      |                 | 13.600      | 3.972           | 9.100          |                 |
| 2014   | 20.017      | 6.983      |                 | 14.600      | 2.533           | 7.700          |                 |
| 2015   | 7.234       | 5.824      |                 | 13.900      | 2.442           | 6.200          |                 |
| 2016   | 9.682       | 12.727     |                 | 9.676       | 2.036           | 12.074         | 9.002           |
| 2017   | 2.667       | 2.667      | 53.030          | 3.321       | 793             |                | 51.832          |
| 2018   |             |            | 27.849          | 781         | 16              |                | 31.859          |
| 2019   |             |            | 17.080          | 2.643       |                 |                | 19.193          |
| 2020   |             |            | 5.690           | 463         |                 |                | 8.083           |
| 2021   |             |            | 12.923          |             |                 |                | 15.168          |
| 2022   |             |            |                 |             |                 |                | 14.365          |
| Total  | 70.118      | 45.546     | 116.572         | 75.984      | 15.536          | 44.374         | 149.502         |

Sources :
* CCFA - Analyses et statistiques production automobile des marques françaises par année.
* Documents de référence annuels Groupe PSA 2007 à 2022.
* Mitsubishi Motors - Facts & figures 2010 à 2019.

Le 27 mars 2015, l'usine d'assemblage PCMA Rus, détenue en joint-venture par PSA et Mitsubishi à Kaluga, en Russie, a annoncé la suspension de la production des modèles Citroën C4 L Sedan, Peugeot 408, Mitsubishi Pajero Sport, Mitsubishi Outlander et ses clones Citroën C4 Aircross et Peugeot 4008 jusqu’au 10 juillet 2015. Selon l'Association du business européen, les ventes de Peugeot avaient chuté de 84%, celles de Citroën de 83% et Mitsubishi de 51% en Russie, en février. L'usine n'a repris son activité que le 17 août 2015.
La production du Citroën C4 Aircross s'est arrêtée en avril 2017 après 5 ans et un très faible niveau de ventes, constatant les réticences du réseau à vendre un véhicule qui n'était pas un "pur produit Citroën" mais un Mitsubishi ASX rebadgé. Le contrat de fourniture du Mitsubishi ASX I a été dénoncé par le groupe français. Le C4 Aircross a été remplacé par le C5 Aircross qui a été dévoilé au Salon de Shanghai 2017 en Chine, puis au Salon de Francfort 2017 en Allemagne pour un début de commercialisation en Europe en octobre 2018, lors du Salon de Paris.
Son clone, le Peugeot 4008 I a été remplacé, après ce cuisant échec, par le 3008 II, baptisé 4008 II pour la Chine car le 3008 de la première génération est resté en vente aux côtés du nouveau 4008 II comme version à bas prix. Le 4008 II chinois n'a rien à voir avec le 4008 vendu en Europe, qui est un Mitsubishi ASX I rebadgé et qui a été importé en nombre limité en Chine.
| Immatriculations Citroën C4 Aircross et Peugeot 4008 en France | Immatriculations Citroën C4 Aircross et Peugeot 4008 en France | Immatriculations Citroën C4 Aircross et Peugeot 4008 en France | Immatriculations Citroën C4 Aircross et Peugeot 4008 en France |
| Année                                                          | C4 Aircross                                                    | 4008 I                                                         | Total                                                          |
| -------------------------------------------------------------- | -------------------------------------------------------------- | -------------------------------------------------------------- | -------------------------------------------------------------- |
| 2012                                                           | 5.293                                                          | 1.397                                                          | 6.690                                                          |
| 2013                                                           | 5.242                                                          | 1.704                                                          | 6.946                                                          |
| 2014                                                           | 4.978                                                          | 1.308                                                          | 6.286                                                          |
| 2015                                                           | 5.301                                                          | 1.324                                                          | 6.625                                                          |
| 2016                                                           | 4.704                                                          | 1.360                                                          | 6.064                                                          |
| 2017                                                           | 496                                                            | 155                                                            | 651                                                            |
| Total                                                          | 26.224                                                         | 7.248                                                          | 33.472                                                         |

Sources : Citroën C4 Aircross et Peugeot 4008 : c'est fini - Immatriculations Citroën C4 Aircross et Peugeot 4008 en France.